# 莫伊斯角
66°35′S 96°25′E / 66.583°S 96.417°E
莫伊斯角是南極洲的岬角，位於瑪麗皇后地的沙克爾頓冰架，處於多佛爾斯角以西33公里，由澳大利亞探險隊發現，以氣象學家命名。